# Comité pour la transition et la restauration des institutions
Le Comité pour la transition et la restauration des institutions (CTRI) est la junte militaire au pouvoir au Gabon du 30 août 2023 au 2 mai 2025. Il a pris le pouvoir lors du coup d'État de 2023 après avoir annulé les élections générales.
Une douzaine de ses membres ont déclaré au petit matin du 30 août la fin du régime du président Ali Bongo Ondimba. Parmi eux se trouvaient des colonels de l'armée et des membres de la Garde républicaine.
Le général Brice Oligui Nguema, ancien partisan du président, a contribué à la mise en œuvre du coup d'État et a été nommé président par intérim. Le comité annonce sa dissolution le 2 mai 2025.